# Chemiré-en-Charnie
Chemiré-en-Charnie là một xã thuộc tỉnh Sarthe trong vùng Pays-de-la-Loire tây bắc nước Pháp. Xã này có diện tích 11,47 km2, dân số năm 2006 là 200 người.